# Sielec (rejon drohobycki)

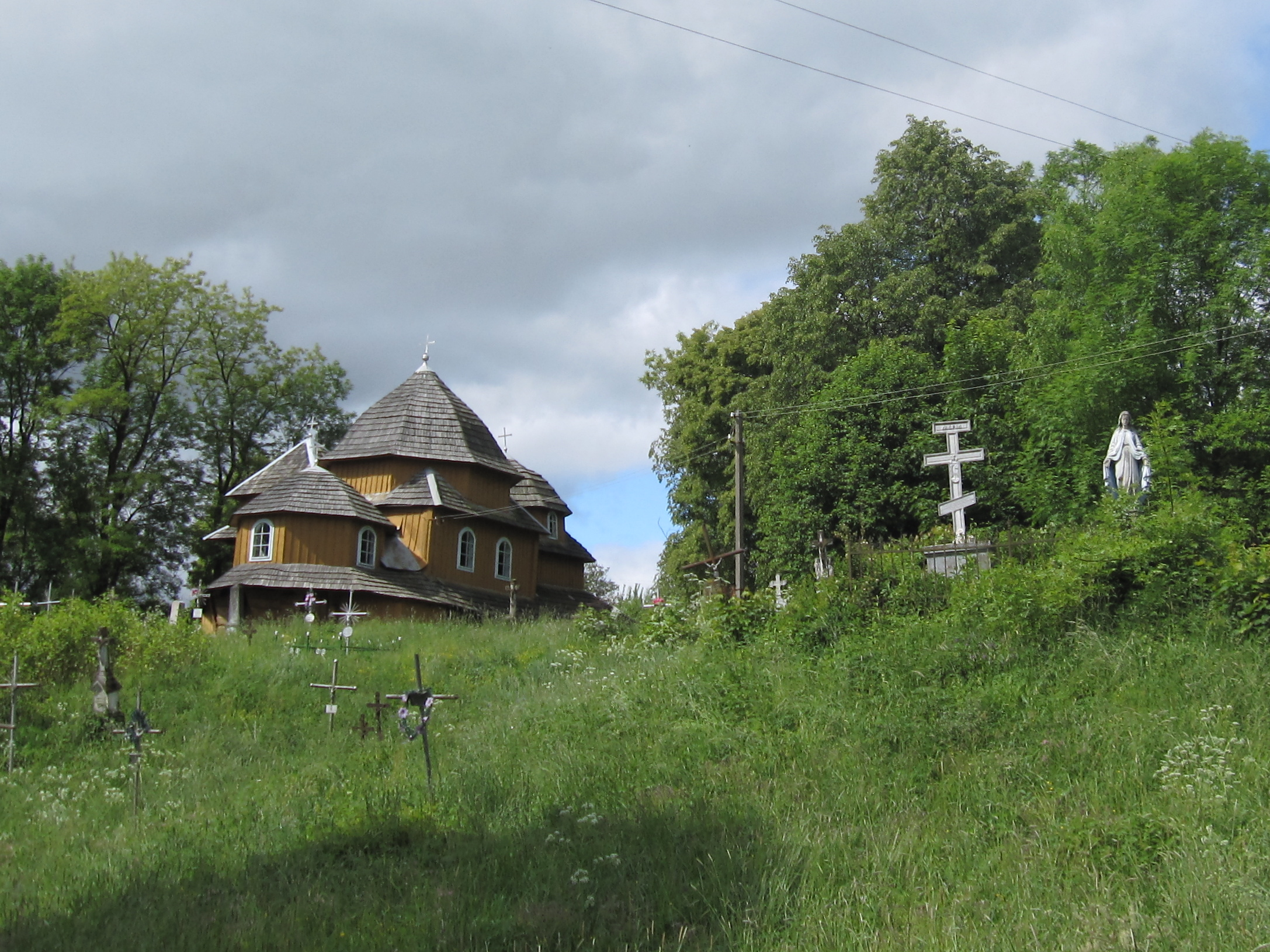
Kościół Matki Bożej Bogurodzicy i cmentarz w Sielcu (2009)

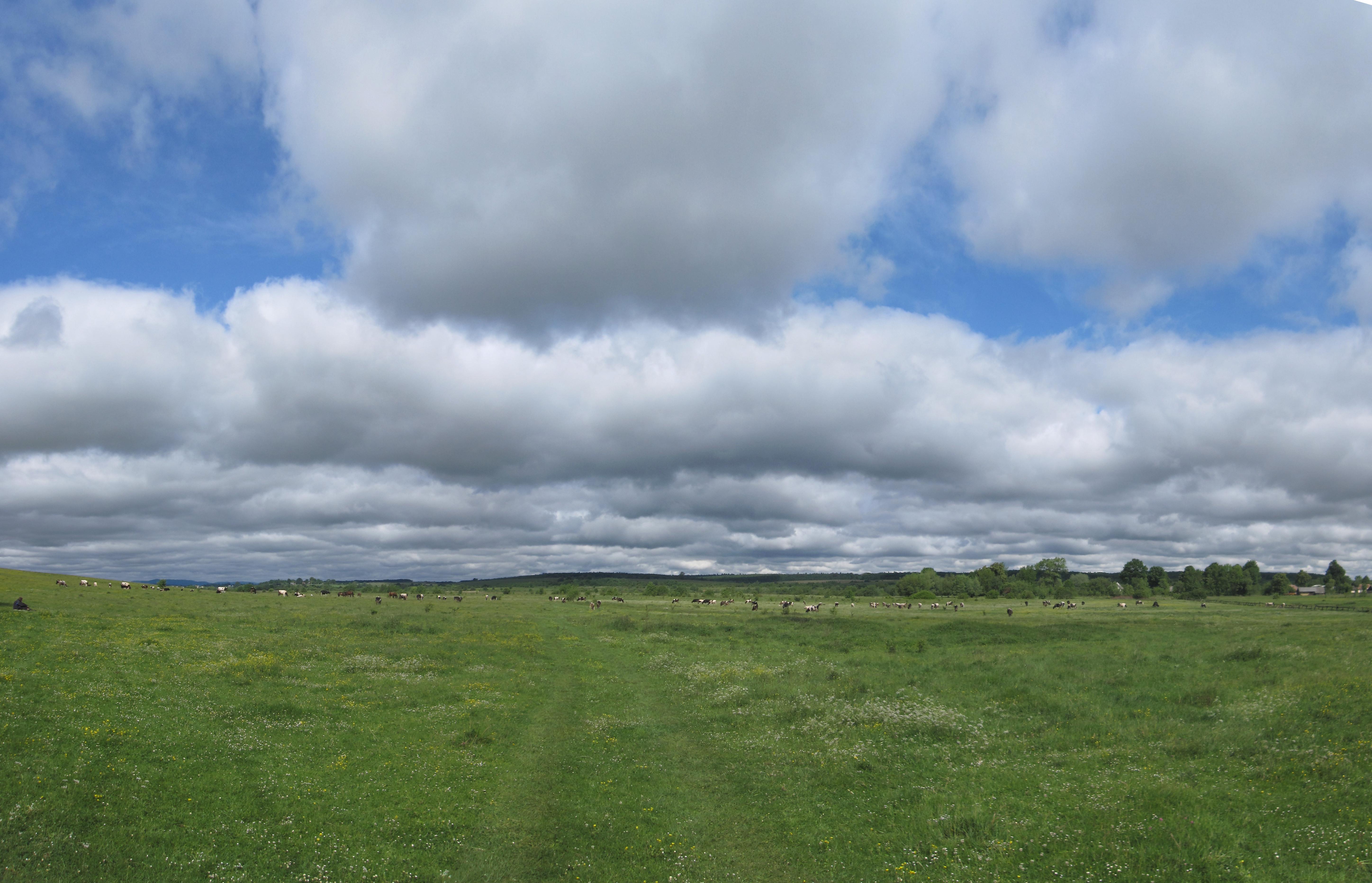
Krajobraz wokół Sielca (2009)

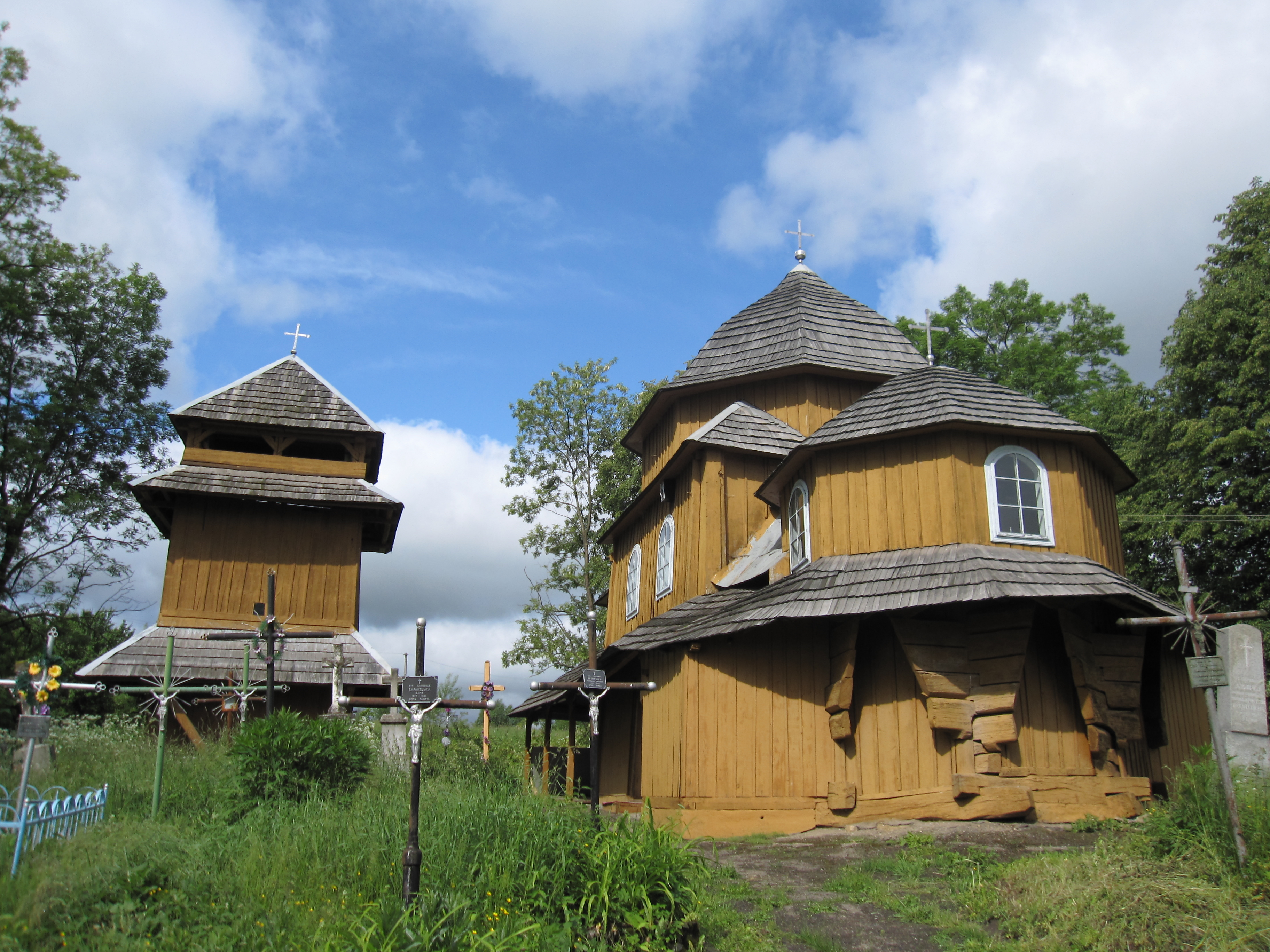
Kościół i dzwonnica, datowany z XVII wieku (2009)

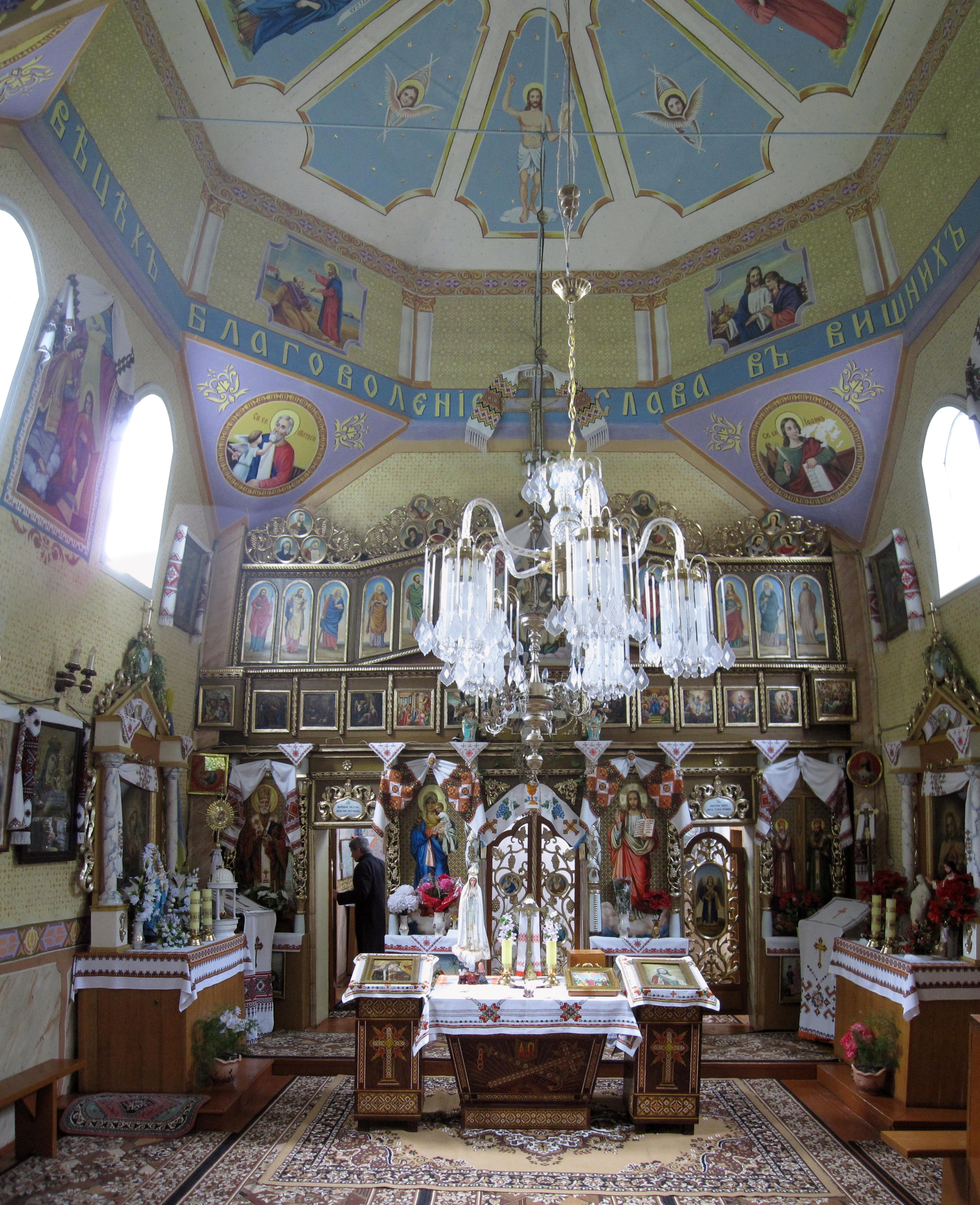
Wnętrze kościoła (2009)

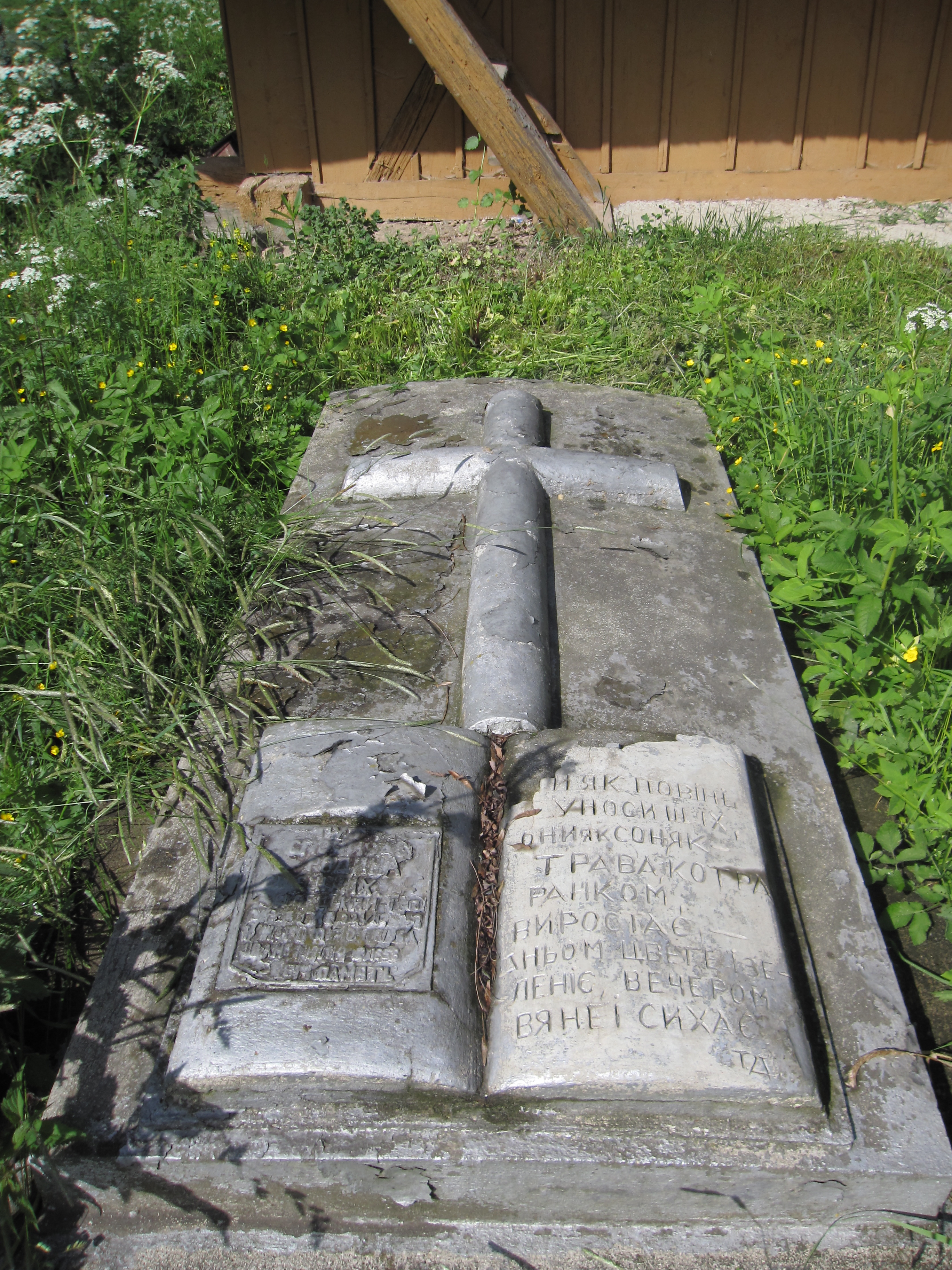
Jeden z najstarszych grobów rodziny Sieleckich na starym cmentarzu (2009)

Sielec (ukr. Сілець) – wieś na Ukrainie w rejonie drohobyckim obwodu lwowskiego. Leży 13 km na południowy wschód od Sambora.
Na północ od wsi znajduje się wieś Szade, Horodyszcze – na wschód, na południe – Mokrzany i na zachód – Olszanik. Geograficznie, obszar ten znajduje się w dorzeczu Dniestru, którego dopływami są Bystrzyca i Czerchawa.
Wieś (wzmiankowana w 1538) została założona najprawdopodobniej w XV stuleciu.

## Historia
Miejscowość po raz pierwszy jest wymieniona w 1538 w dokumencie z 1559. Według miejscowego podania ludność zaczęła się osiedlać w Sielcu, kiedy korona nadała niejakiemu Dżurdżowi część wsi tzw. Dżurdżowską górę. Za czasów króla Jana II Kazimierza około 1650 roku po uśmierzeniu buntów kozackich król nadał drugą część wsi niejakiemu Skrebeciowi, atamanowi kozackiemu za służbę dla Korony. Od pierwszego z tych osadników pochodzi szlachecka rodzina Sieleckich z przydomkiem Dżurdż, od drugiego rodzina Sieleckich Skrebeciowiczów. Skrebeciowicz uzyskał prawo do noszenia herbu Sas za wierne usługi dla Korony podczas uśmierzania powstania Bohdana Chmielnickiego. Po rozbiorach Królestwa Polskiego w 1772 obszary południowej Polski były pod austriacką administracją. Rodzina Skrebeciowicz de Sielecki uzyskała potwierdzenie statusu szlacheckiego przez Cesarski Dwór w Wiedniu z nadanym tytułem ”Ritter von”.
Są ślady, że król Michał Korybut Wiśniowiecki między 1669 i 1673 założył i wyposażył parafię. W tym czasie bowiem została zbudowana cerkiew drewniana, zwana królewską. W roku 1713 szlachta zbudowała dla siebie odrębny kościół parafialny z gruntem i cmentarzem, istniejący do dzisiaj. Obie parafie zostały w późniejszych latach połączone.
Według historycznych dokumentów, w 1880 ludność Sielca liczyła ogółem 781 mieszkańców, z czego 657 było grekokatolików, trzydzieści dwie osoby były wyznania rzymskokatolickiego, osiemdziesiąt pięć żydowskiego, a siedem innych wyznań. Zgodnie ze spisem z roku 1889, wśród mieszkańców znajdowało się 728 etnicznych Rusinów, pięćdziesięciu było Polaków, a trzech niemieckojęzycznych (Galiziendeutsche). Co więcej, miejscowość posiadała 172 domów w tym samym spisie. Dwór szlachecki i posiadłość zatrudniał około czterdziestu siedmiu osób.
Ten obszar kraju wielokrotnie przechodził z rąk do rąk. Po upadku Austro-Węgier w 1918 roku, Sielec powrócił do nowo niepodległej Polski i administracyjnie stał się częścią województwa lwowskiego. Pod koniec września 1939, po niemieckiej i sowieckiej agresji na Polskę i pakcie Ribbentrop-Mołotow, województwo lwowskie zostało podzielone przez obydwu najeźdźców. Sielec był zajęty przez ZSRR i włączony do Ukraińskiej Socjalistycznej Republiki Radzieckiej (USRR), aby tylko być ponownie okupowany przez niemiecki Wehrmacht w lecie 1941 roku. Po wojnie został ostatecznie włączony do USSR. Liczba ludności zmniejszyła się znacznie w wyniku II wojny światowej i stalinowskiego reżimu sowieckiego. Miejscowi Żydzi zostali zamordowani w czasie Holocaustu. Po wojnie komunistyczny reżim członków lokalnej szlachty jak również bogatszych chłopów i nie-Ukraińców wymordował lub deportował na Sybir do Gułagu. Biedniejsi rolnicy byli zmuszeni do przekazania swoich gruntów na kolektywizację. Po upadku żelaznej kurtyny w 1989 roku i rozpadzie lokalnych kołchozów wysokie bezrobocie zmusiło wielu, zwłaszcza młodych ludzi, do wyjazdu do większych miast. Narodowy Spis Powszechny z 2001 roku ustalił liczbę 164 mieszkańców, zaś w 2009 roku wieś składała się z około 40 domów.
Obszar cechuje się falującymi wzgórzami i gruntami rolniczymi z bogatą glebą czarnoziemem. Lokalna gospodarka związana jest głównie z rolnictwem, wraz z hodowlą bydła i koni.

## Zabytki
Ślady po dworze zostały utracone w czasie, podobnie jak po kościele królewskim, o którym była mowa w annałach. Kościół dla szlachty wciąż istnieje.
Kościół Greckokatolicki pw. Matki Bożej Bogurodzicy (ukr.: Богородицька Церква) położony jest na wzgórzu. Wraz z dzwonnicą jest typowym przykładem wiejskiego drewnianego kościoła na Ukrainie. Zbudowany w XVII wieku, jest otoczony zabytkowym cmentarzem. Kościół był finansowany przez lokalną szlachtę do użytku sakralnego, cmentarz był też dla nich zarezerwowany. Kościół był zamknięty i popadł w ruinę w czasach komunistycznych. Dopiero po rozpadzie ZSRR kościół został odrestaurowany z pomocą lokalnych funduszy i darowizn.
Kościół jest zbudowany na planie kształcie krzyża, w układzie składającym się z trzech części: narteks w przodzie, centralna nawa i apsydy z tyłu, pokryte przez ikony. Kościół ma około osiemnastu metrów długości i ośmiu metrów szerokości; nawy mniej niż sześć metrów kwadratowych. Z zewnątrz ma nieco inny wygląd niż w jeszcze w latach 70. XX wieku, kiedy wysokie dachy musiały być zdemontowane i zastąpione prostą konstrukcją. Nawa jest nakryta niewielką ośmioboczną kopułą, która jest bogato zdobiona obrazami religijnymi malowanymi na białym i jasnoniebieskim tle. Podłoga jest pokryta dywanami. Główne ikony prawdopodobnie pochodzą z XIX wieku. Według podania szlachta siedziała w kościele w ławach po lewej stronie, chłopi Rusini siedzieli i stali po prawej stronie. Kościół jest wymieniony jako chroniony zabytek narodowy.
Mniejsza kaplica św. Apostołów Piotra i Pawła znajduje się blisko podnóża wzgórza kościelnego. Zbudowana z betonu, jest małym budynkiem postawionym dla upamiętnienia drugiego tysiąclecia i była poświęcona na 12 lipca 2000. Kaplica zastąpiła poprzednią drewnianą kaplicę, która była pierwotnie używana tylko przez lokalnych chłopów.
Nowy cmentarz położony jest wzdłuż drogi prowadzącej do wsi. Przy drodze z Sielca do Drohobycza na brzegu lasu znajduje się monument poświęcony pamięci lokalnej ludności żydowskiej, która została wymordowana w ramach Shoah przez hitlerowców.